# نويل هيكس
نويل هيكس (بالإنجليزية: Noel Hicks)‏ هو سباك وسياسي أسترالي، ولد في 4 نوفمبر 1940 في أديلايد في أستراليا. حزبياً، نشط في الحزب الوطني الأسترالي. وقد انتخب عضو مجلس النواب الأسترالي عن دائرة Division of Riverina ‏ (13 مارس 1993 – 31 أغسطس 1998) وانتخب عضو مجلس النواب الأسترالي عن دائرة Division of Riverina-Darling ‏ (1 ديسمبر 1984 – 13 مارس 1993) وانتخب عضو مجلس النواب الأسترالي عن دائرة Division of Riverina ‏ (18 أكتوبر 1980 – 1 ديسمبر 1984).